# Loi sur la sécurité nationale de Hong Kong
 (juillet 2020).
Le contenu est difficilement compréhensible vu les erreurs de traduction, qui sont peut-être dues à l'utilisation d'un logiciel de traduction automatique.
La loi sur la sécurité nationale de Hong Kong, officiellement la loi de la République populaire de Chine sur la sauvegarde de la sécurité nationale dans la région administrative spéciale de Hong Kong est un texte de loi sur la sécurité nationale concernant Hong Kong. Une telle loi est requise en vertu de l'article 23 de la Loi fondamentale de Hong Kong, qui est entrée en vigueur en 1997 et dispose que la loi doit être promulguée par la Région administrative spéciale de Hong Kong. En juin 2020, la loi a été promulguée par le Comité permanent de l'Assemblée nationale populaire chinoise, au lieu du Conseil législatif de Hong Kong.
En réponse à l'intention apparente du continent de contourner la législature locale de Hong Kong, le Royaume-Uni annonce que si une loi sur la sécurité rédigée par la Chine est approuvée, cela ouvrira une voie pour que tous les résidents de Hong Kong nés sous la domination britannique deviennent citoyens britanniques.
Une tentative similaire en 2003 par Hong Kong de se conformer à la législation en vertu de l'article 23 n'a pas abouti après des manifestations de masse ; sous la domination coloniale britannique, le gouvernement colonial local avait tenté de faire adopter une législation en matière de sécurité que la Chine avait bloquée. Les tentatives législatives de 2003 et de 2020 se sont produites lors d'épidémies de coronavirus (SRAS et Covid-19, respectivement), chacune exacerbant la réponse négative aux propositions.
Le texte de la loi a suscité de vives critiques internationales, y compris des dispositions pour accepter davantage de migrants de Hong Kong au Royaume-Uni ainsi qu'aux États-Unis, en Australie et à Taïwan. En plus de déclarer la loi contraire aux droits de l'homme pour le peuple de Hong Kong, il y a eu un tollé international contre l'article 38. Cet article dit que la Chine peut appliquer la loi à toute personne de n'importe où dans le monde, puis l'arrêter.

## Contexte
L'article 23 de la Loi fondamentale de Hong Kong prévoit que la Région administrative spéciale de Hong Kong « promulguera ses propres lois » pour la sécurité de la Région et pour empêcher les organes politiques en dehors de la Région de « mener des activités politiques dans la Région » ou d'interférer d'une autre manière avec la sécurité : 

« La Région administrative spéciale de Hong Kong promulguera à elle seule des lois interdisant tout acte de trahison, de sécession, de sédition, de subversion contre le gouvernement populaire central ou de vol de secrets d'État, afin d'interdire aux organisations ou organismes politiques étrangers de mener des activités politiques dans la Région, et d'interdire aux organisations ou organes politiques de la Région d'établir des liens avec des organisations ou organes politiques étrangers. »

Une loi sur la sécurité nationale concernerait trois ordonnances constituant la loi pénale de Hong Kong, l'ordonnance sur les secrets officiels, l'ordonnance sur les délits et l'ordonnance sur les sociétés,. L'ordonnance sur les sociétés couvre en particulier les éléments de sécurité, car elle visait à empêcher la création de sociétés et de triades secrètes criminelles. En 1949, avec l'afflux de migrants en provenance de Chine, il a été réintroduit et modifié pour mentionner spécifiquement les « organisations politiques étrangères ». L'ordonnance sur les délits couvre le traitement des dissensions dans la région. En vigueur depuis 1971, et jamais modifiée, l'ordonnance établit une norme juridique permettant aux personnes d'être emprisonnées simplement pour avoir manipulé du matériel jugé contre le gouvernement, sans avoir besoin de preuves.
La Déclaration des droits de Hong Kong garantit la liberté d'expression, mais l'avocat de Hong Kong Wilson Leung a déclaré que la Chine pourrait trouver un moyen de contourner cela dans la législation qu'elle présente. Leung cite le fait qu'une loi imposée par la Chine serait considérée comme une loi nationale – alors que la Déclaration des droits de Hong Kong est « locale » et serait donc considérée comme subordonnée par Pékin – et que le Comité permanent de l'Assemblée nationale populaire est le la plus haute autorité sur l'interprétation de la Loi fondamentale, et pourrait donc « dire que la nouvelle loi sur la sécurité ne peut pas être restreinte par la Déclaration des droits » s'ils le souhaitent.
La législation sur la sécurité nationale en Chine continentale est controversée par ceux qui se trouvent à l'extérieur du pays. Appliquée pour la première fois en 1993, la loi sur la sécurité nationale de la Chine est devenue plus restrictive sous la direction du secrétaire général du Parti communiste chinois Xi Jinping, qui a mis en place une commission de la sécurité nationale (qu'il dirige lui-même) peu de temps après son arrivée au pouvoir.

## Tentatives législatives antérieures

### 1992–1997

#### Ordonnance sur les sociétés
« L'utilisation du terme sécurité nationale est particulièrement répréhensible car le concept a été fréquemment utilisé en Chine pour criminaliser l'exercice pacifique des droits d'expression et pour persécuter ceux qui ont des exigences légitimes comme la démocratie et les droits de l'homme. Son inclusion fait craindre l'extension de ces pratiques de la Chine continentale à Hong Kong, en particulier à la lumière de l'article 23 de la Loi fondamentale. »

[pas clair]

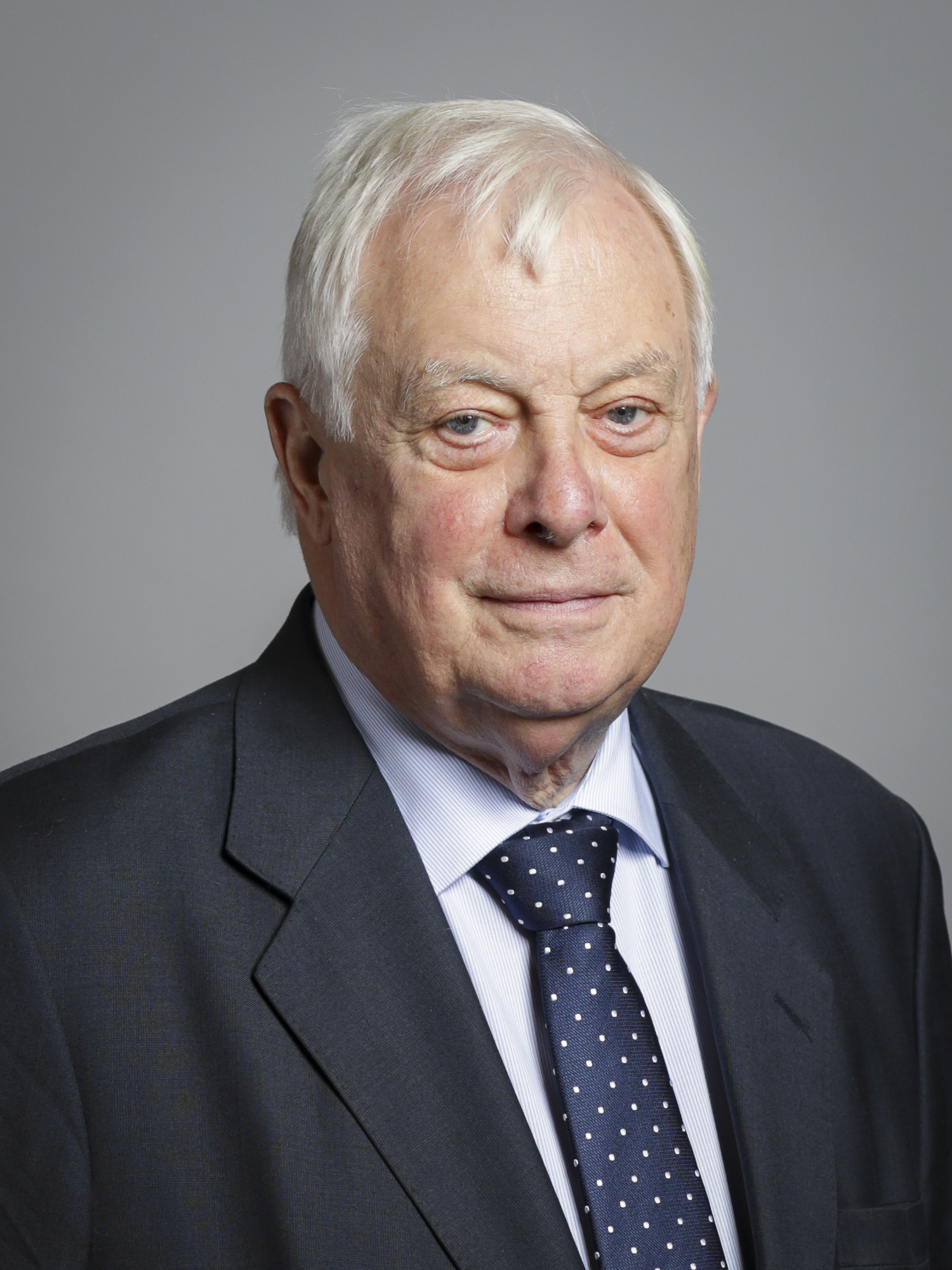
Portrait officiel de Lord Patten of Barnes.

La réponse internationale à la loi sur la sécurité nationale a été d'invoquer les principes de Syracuse, selon lesquels la sécurité nationale « ne peut pas être invoquée pour imposer des limitations afin de prévenir des menaces à l'ordre public simplement locales ou relativement isolées », uniquement contre des menaces extérieures. Des juristes internationaux ont déclaré que l'inclusion de la « sécurité nationale » dans l'ordonnance relative aux sociétés locales était injustifiée et inappropriée car « il est difficile de suggérer qu'une société ou une manifestation à Hong Kong menacerait l'existence de la Chine », et toute menace locale peut être traités avec les lois normales de l'ordre public. Malgré cela, le motif de la « sécurité nationale » a été introduit. Alors que la « sécurité nationale » était définie comme « la sauvegarde de l'intégrité territoriale et de l'indépendance de la République populaire de Chine », il n'y avait aucune explication de ce qui constituait une menace à cet égard, ni de la manière dont elle devait être mise en œuvre.

#### Ordonnance sur les crimes
En décembre 1996, le Conseil législatif de Hong Kong (en tant que membre du gouvernement colonial britannique) a présenté le projet de loi de 1996 sur les crimes (amendement) (no 2). Le catalyseur de l'introduction a été le prochain transfert, les modifications initiales étant principalement techniques et supprimant la référence à la monarchie. À son tour, il a demandé des propositions pour modifier les articles sur les infractions de trahison. Ce projet de loi aurait modifié l'ordonnance sur les délits, modifiant la législation sur la sédition qui existait depuis 1971 et était décrite par Hong Kong comme « archaïque ». Plus précisément, le projet de loi proposait de légaliser la dissidence du gouvernement, le conseil déclarant que l'ordonnance actuelle « [était] contraire au développement de la démocratie [car elle] criminalise la parole ou l'écriture et peut être utilisée comme une arme contre les critiques légitimes du gouvernement ». Le projet de loi a échoué car il s'est fermement opposé à Pékin, laissant une lacune dans la législation sur la sécurité nationale.
Une version « réduite » de l'amendement à l'ordonnance sur les délits a été adoptée. Il a donné une définition plus limitée de la « sédition » et a augmenté les défenses territoriales ; il a été signé par le gouverneur de Hong Kong Chris Patten quelques jours avant la passation de pouvoir en 1997, mais a été rapidement rejeté par les Chinois avant qu'il ne puisse jamais entrer en vigueur.

### 2003

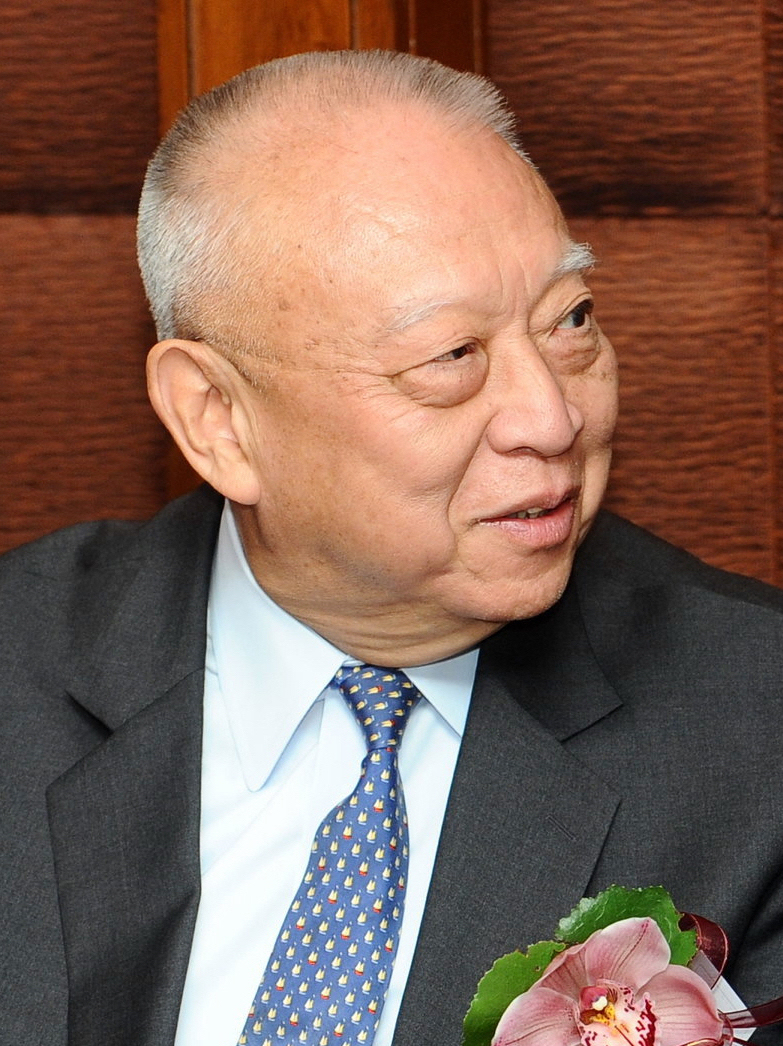
Tung Chee-hwa était responsable de l'échec de la tentative de législation de Hong Kong. Les manifestations de juin et juillet 2003 étaient en partie attribuables au ralentissement économique et à la mauvaise gestion de l'épidémie de SRAS de 2002-2004.

En septembre 2002, le gouvernement de Hong Kong a publié son document de consultation "Propositions de mise en œuvre de l'article 23 de la Loi fondamentale". Les consultations ont duré jusqu'en décembre 2002 et se sont conclues tôt après que des manifestations ont attiré des dizaines de milliers de personnes contre la proposition ; des concessions ont été faites, mais les propositions n'ont pas fait l'objet d'une consultation publique. Le projet de loi de 2003 sur la sécurité nationale a été présenté en février 2003, dans le but de se conformer à l'exigence de l'article 23 selon laquelle le gouvernement de Hong Kong devrait promulguer « seul » la législation sur la sécurité nationale. Cependant, le projet de loi a été abandonné en raison d'une écrasante opposition, notant le nombre sans précédent de manifestants.
Le projet de loi de 2003 introduirait une législation sur la sédition et proposerait des modifications aux ordonnances. Si la Région est encouragée à créer une législation conforme aux Principes de Johannesburg, ce n'est pas le cas, et les dispositions de 2003 auraient été plus restrictives pour les libertés civiles. Les changements étaient les suivants: restreindre la définition de «sédition», obligeant quelqu'un à commettre délibérément des actes contre le gouvernement ; ajouter une clause de «vraisemblance», exigeant une charge de la preuve ; et d'ajouter les délits de subversion et de sécession. Ce dernier ajout était la partie la plus problématique du projet de loi, les autres étant considérés comme des étapes vers la protection. La législation sur la subversion et la sécession rendrait illégal de menacer la présence et la stabilité de la République populaire de Chine (RPC) en vertu des lois traitant de la trahison et de la guerre, et a également utilisé des termes vagues et indéfinis qui laissaient le seuil juridique pour les poursuites obscures.
Bien que le projet de loi ait été présenté en février 2003, l'Asie connaissait l'épidémie de SRAS et aucune protestation majeure n'a été lancée contre Hong Kong au début du mois de juin. En juin 2003, le camp pro-démocratie a mobilisé le public pour s'opposer au projet de loi et, le 1er juillet, le sixième anniversaire du transfert, plus d'un demi-million de résidents de Hong Kong sont descendus dans la rue contre le directeur général Tung Chee-Hwa et le Secrétaire à la sécurité Regina Ip, qui était chargé du projet de loi. Dans la soirée du 6 juillet, le président du Parti libéral James Tien a décidé de se retirer de la « coalition gouvernementale » en démissionnant du Conseil exécutif pour protester. Sachant que le projet de loi ne serait pas adopté sans le Parti libéral, le gouvernement a finalement décidé de le reporter avant qu'il ne soit mis en suspens indéfiniment.

### Années 2010
Les politiciens pro-Pékin de Hong Kong ont parlé du projet de loi depuis que les mouvements d'indépendance se sont développés à Hong Kong. Lorsque la Chine a annoncé que « [Pékin] n'autorisera absolument personne qui préconise la sécession à Hong Kong ni ne permettra à des militants indépendantistes d'entrer dans une institution gouvernementale », le chef de la direction Leung Chun-ying a déclaré que Hong Kong adopterait une loi sur la sécurité ciblant l'indépendance mouvement à Hong Kong. En 2018, le directeur du bureau de liaison du gouvernement populaire central à Hong Kong, Wang Zhimin, a exhorté le gouvernement de Hong Kong à promulguer une législation sur la sécurité nationale, car il a déclaré : « Hong Kong est le seul endroit au monde sans législation sur la sécurité nationale - c'est une faiblesse majeure dans la sécurité globale du pays, et elle a un impact direct sur les résidents ».

## Contexte de l'intervention du gouvernement chinois en 2020
« Quand j'ai fait un reportage en 1997 sur les célébrations de Hong Kong disant adieu à la domination britannique, il y avait une question sur toutes les lèvres. C'était : combien de temps l'engagement de 50 ans de Pékin à « une nation, deux systèmes » survivrait-il ? Les suppositions étaient de cinq ans, peut-être dix. La Chine allait sûrement traire la vache à lait pour tout ce qu'elle valait, mais tout signe de problème et Pékin effacerait instantanément ce « bouton impérialiste » de la carte. Personne ne rêvait que la patience de la Chine durerait 23 ans. »

— Simon Jenkins
En 2019, le gouvernement de Hong Kong a présenté un projet de loi modifiant la loi sur l'extradition proposant d'autoriser l'extradition vers la Chine continentale dans certaines circonstances exceptionnelles bien définies. Cela a déclenché des protestations continues. Le projet de loi a ensuite été retiré. Le South China Morning Post a indiqué que le gouvernement central de la RPC était d'avis qu'en raison des manifestations, le climat politique à Hong Kong empêcherait l'adoption d'un projet de loi en vertu de l'article 23, tandis que le chef de la direction, Carrie Lam, a ajouté que les protestations avaient fait une loi plus nécessaire qu'auparavant, et la Chine a donc recouru à l'adoption de mesures de sécurité par le biais de l'Assemblée nationale populaire (ANP).
Le 18 juin 2020, le gouvernement chinois a présenté un projet au NPC, visant à ce que la session dure trois jours. Il s'agit d'un processus beaucoup plus rapide que les projets de loi de l'ANP, qui passent par trois cycles d'approbation différents.

## Décision du NPCSC
Le 22 mai 2020, le NPC a approuvé une décision autorisant le NPCSC à promulguer une loi sur la sécurité nationale pour Hong Kong si Hong Kong ne « légiférait pas la loi sur la sécurité nationale conformément à la Loi fondamentale dans les plus brefs délais »,.
La décision autorise le NPCSC à promulguer des lois pour « un système juridique solide » sur le territoire hongkongais . Un député de la NPCSC affirme que les dispositions législatives de l'article 23 doivent encore être adoptées d'ici août 2021.
Après l'adoption de la décision, les citoyens de Hong Kong ont commencé à chercher des moyens d'émigrer et de quitter Hong Kong, estimant que la loi porterait fondamentalement atteinte à leurs droits d'expression et de liberté. Dix fois le nombre habituel de recherches sur le Web concernant l'émigration a été enregistré après l'annonce de la décision. À la suite de l'annonce britannique de l'ouverture d'une voie vers la citoyenneté britannique aux Hongkongais nés sous la domination britannique, un regain d'intérêt pour les propriétés au Royaume-Uni, en Australie et au Canada s'est produit,.

## Réponses et analyse concernant l'implication chinoise

### Analyse de l'implication du gouvernement chinois

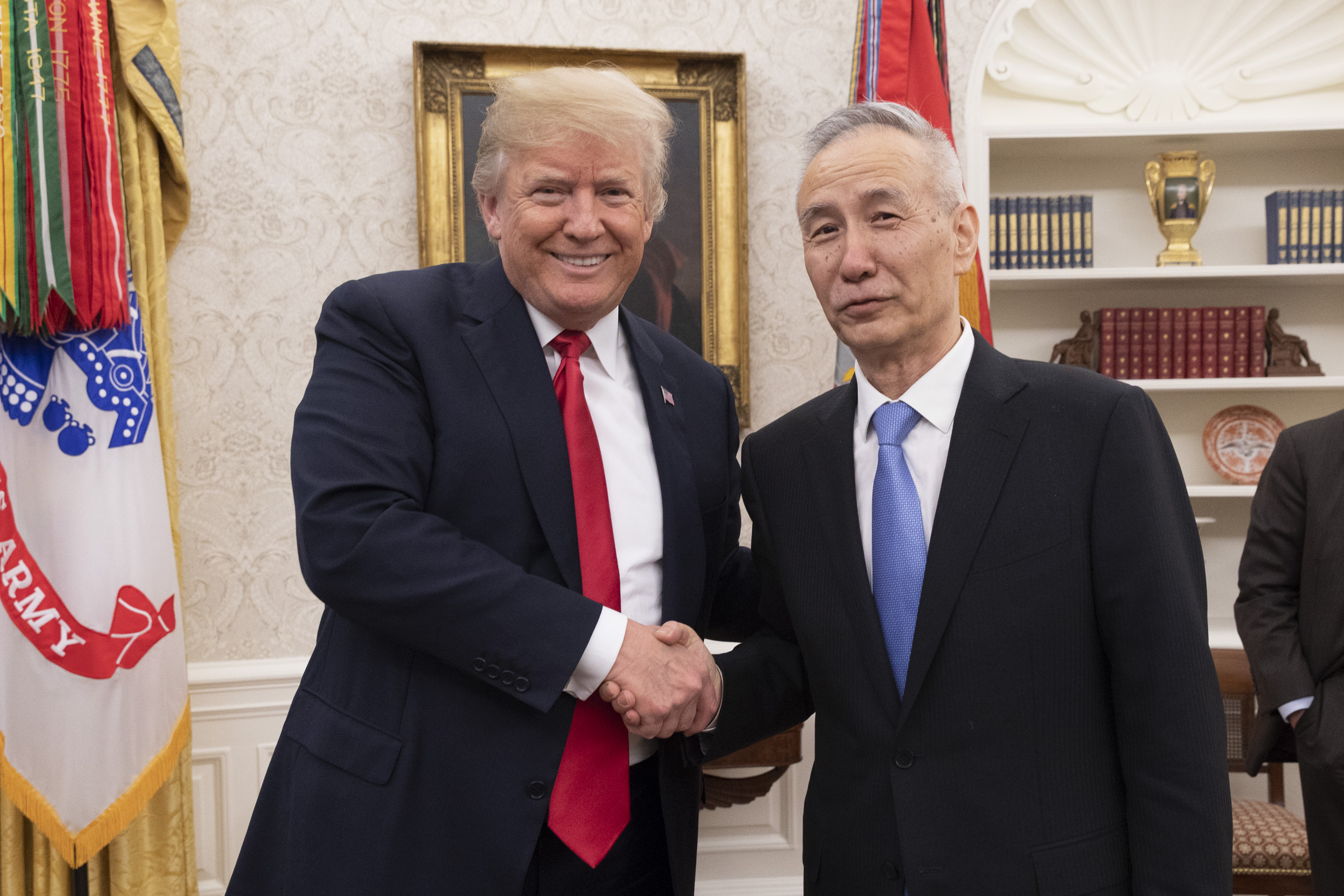
Le vice-Premier ministre chinois Liu He a rencontré le président américain Donald Trump en mai 2018. La détérioration des relations entre les deux nations a été suggérée comme une cause pour que le gouvernement chinois impose plus de restrictions à Hong Kong.

Le Dr Brian Fong, analyste politique dans les relations entre Hong Kong et la Chine continentale explique que cette décision est un changement radical dans la politique chinoise et risqué qui pourrait conduire à Pékin « à perdre l'accès aux capitaux et à la technologie étrangers via Hong Kong ».
Le diplomate américain des affaires asiatiques Daniel R. Russel écrit dans The Diplomat le 3 juin 2020 que la Chine était « pleinement consciente de la réaction locale et internationale à laquelle elle pouvait s'attendre » lorsque le NPC a adopté sa décision concernant la législationRussel a expliqué que la réaction en 2003, les manifestations de 2019 et certaines sanctions américaines favorisant Hong Kong par rapport à la Chine continentale avaient établi la base de réponse à la décision. Il a également noté que la réputation de la Chine était déjà faible à l'échelle internationale en raison de la pandémie de Covid-19 (notant que, « ironiquement », elle était dans la même position qu'en 2003 avec le SRAS et la législation), en particulier aux États-Unis où « l'attitude du public envers l'autre nation a pris un virage serré pour le pire » à cause de la pandémie qui a pris naissance en Chine. Cependant, il a ajouté que Pékin avait à l'époque « un niveau accru de détermination [et] de tolérance aux conséquences négatives » ; il a écrit qu'une action économique énergique des États-Unis pourrait inciter le gouvernement chinois à riposter avec une action militaire à Hong Kong, suggérant que les deux nations ont un mépris pour le territoire s'il peut être utilisé au profit de leur guerre commerciale et avertissant que « Hong Kong peut être martyrisé dans le processus ».

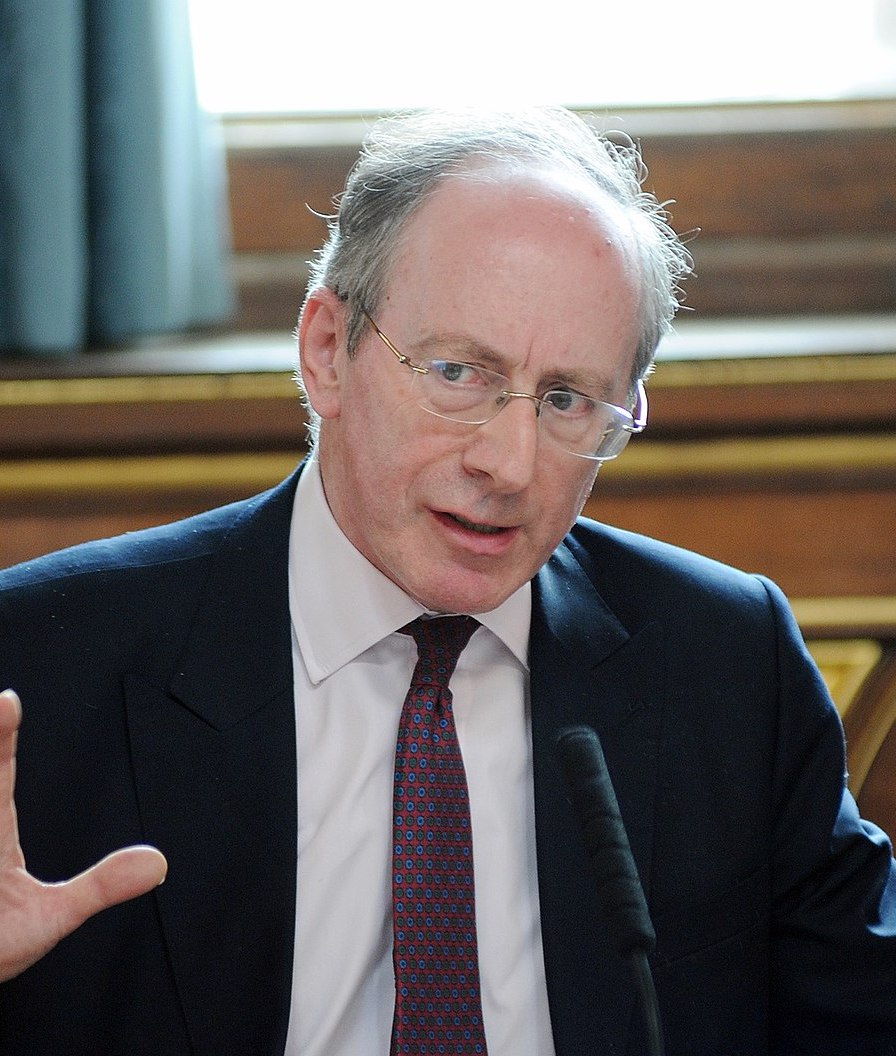
Sir Malcolm Rifkind, ministre britannique des Affaires étrangères au moment du transfert, a déclaré en juin 2020 : « La Chine a un talon d'Achille en ce qui concerne Hong Kong. Si la Chine pousse trop loin dans ce qu'elle cherche à faire, elle n'absorbera pas un Hong Kong important et financièrement important dans le corps de la Chine. Ils seront laissés avec une coquille creuse ».

Le 9 juin 2020, les spécialistes chinois du Guardian Tania Branigan et Lily Kuo publient un rapport intitulé « Comment Hong Kong a pris feu : l'histoire d'un soulèvement radical ». Dans ce document, elles écrivent que « la nature de [l'implication du gouvernement chinois] est aussi alarmante que son contenu : elle crée un précédent de Pékin forçant une législation impopulaire sur Hong Kong », au mépris ouvert des termes du transfert. Elles se penchent également sur l'approche de la loi, expliquant que Pékin a donné « la sécurité matérielle au lieu des libertés politiques » à son peuple en Chine continentale, et prévoit de faire de même à Hong Kong car il considère toutes les questions comme purement économiques et les protestations ne s'intensifie qu'à cause des « fauteurs de troubles et des puissances étrangères hostiles ». En ce qui concerne la façon dont il est exécuté, les deux auteures affirment qu'en 2020, « Pékin a abandonné toute prétention de gagner les cœurs et les esprits », utilisant plutôt la force pour empêcher les politiciens et les militants de la démocratie d'avoir des plateformes, ce que Branigan et Kuo disent être un plan pour utiliser la peur et supprimer Hong Kong, car la « persuasion » n'a pas fonctionné.
La base juridique de l'implication du gouvernement chinois provient de la constitution chinoise déclarant Hong Kong partie de la Chine et de l'article 18 de la loi fondamentale de Hong Kong permettant aux lois chinoises d'être valides à Hong Kong si elles sont incluses dans l'annexe III. Deutsche Welle s'attend à ce que la loi sur la sécurité nationale du NPCSC soit considérée comme une loi nationale chinoise applicable à Hong Kong, car elle sera ajoutée à l'annexe III ; Dang Yuan écrit pour Deutsche Welle que « Pékin veut conserver l'apparence de l'autonomie de Hong Kong et continue d'insister pour que Hong Kong adopte sa « propre » loi correspondante » conformément à la législation du NPCSC. Deutsche Welle écrit que la Chine avait choisi la mi-2020 comme le moment d'intervenir avec une loi restrictive en raison de la probabilité d'une majorité démocratique remportant les élections de Hong Kong en septembre, ce qui signifie qu'une autre tentative de Hong Kong de promulguer une loi sur la sécurité nationale serait peu probable.

### Réponse de certains résidents de Hong Kong
Un grand nombre de résidents de Hong Kong se sont opposés aux propositions du gouvernement chinois. La perspective d'une loi sur la sécurité nationale a toujours été impopulaire, mais les manifestants ont déclaré en 2020 que les nouvelles propositions « frappent au cœur de l'identité politique civique de Hong Kong, son succès en tant que plaque tournante internationale. Mais surtout, il frappe le sentiment d'appartenance des gens ». Certains opposants à Hong Kong à la loi espèrent que l'Occident sanctionnera la Chine en révoquant un traitement spécial pour Hong Kong, qui à son tour nuira à l'économie chinoise. L'un d'eux utilise le terme d'argot cantonais « lam chau » (攬炒) pour décrire cela,.
L'Association du barreau de Hong Kong, l'organe professionnel de la ville représentant ses avocats, fait une déclaration dans laquelle il se dit « gravement préoccupé à la fois par le contenu de la [loi sur la sécurité nationale] et par les modalités de son introduction ». Le communiqué indique que la loi a été adoptée de manière à empêcher les avocats, les juges, la police et les habitants de la ville de comprendre son contenu de quelque manière que ce soit avant son entrée en vigueur,. La politicienne de Hong Kong Margaret Ng estime que le gouvernement chinois veut appliquer une loi sur la sécurité nationale à Hong Kong selon leurs termes depuis des années et utilise les manifestations de 2019 comme excuse, affirmant que « la Chine a toujours eu du mal à accepter la sorte de liberté et de retenue au pouvoir que Hong Kong a sous un système séparé ». Man-Kei Tam, directeur d'Amnesty International à Hong Kong, a qualifié la législation chinoise d'« orwellienne ».
À la lumière de l'adoption de la loi sur la sécurité nationale le 30 juin, les éminents militants de la démocratie Joshua Wong, Nathan Law, Agnes Chow et Jeffrey Ngo ont annoncé qu'ils quitteraient Demosistō, qui avait été impliqué dans le lobbying aux États-Unis pour le décès de la Loi sur les droits de l'homme et la démocratie à Hong Kong et la suspension du statut commercial spécial de la ville. Peu de temps après, Demosistō est dissout et toutes les opérations cessent. Plusieurs groupes pro-indépendance annoncent qu'ils ont mis fin à leurs opérations à Hong Kong, craignant d'être les cibles de la nouvelle loi. Law fuit le pays peu de temps après. Adrian Brown d'Al Jazeera observe que l'adoption de la loi a créé un effet de refroidissement (en) (« chilling impact ») dans la ville. Selon lui, lorsque son équipe a commencé à interroger des gens ordinaires sur leurs opinions sur l'adoption de la loi, beaucoup d'entre eux ont refusé de commenter, un phénomène qu'il perçoit comme « inhabituel ».

### Réponse de Taïwan
Le président taïwanais Tsai Ing-wen exprime sa déception face à la loi controversée et annonce qu'un bureau spécial de coordination de l'aide humanitaire au peuple de Hong Kong ouvrirait officiellement ses portes le 1er juillet en réponse à l'adoption de la loi,, Le Parti démocrate progressiste avertit que c'est la fin de la politique « un pays, deux systèmes » pour Hong Kong et que les Hongkongais et les Taïwanais voyageant à Hong Kong devaient faire attention. Le chef du Conseil des affaires continentales, Chen Ming-tong, décrit la loi comme « un décret émis par l'Empire céleste aux peuples du monde » en raison de ses effets sur les populations du monde entier, pas seulement à Hong Kong.

### Réponse du Royaume-Uni
« Bien sûr, des promesses de transfert au Royaume-Uni ont été faites, mais [Xi Jinping] n'allait pas laisser l'attachement occidental à la liberté l'emporter sur la fidélité à la patrie. Pas sur sa montre. Entrez la loi de sécurité. »

Le Royaume-Uni, dont Hong Kong est une ancienne colonie, encourage la Chine à renoncer à la loi sur la sécurité conformément aux dispositions de la Déclaration conjointe sino-britannique : les conditions de la souveraineté britannique de Hong Kong à la Chine incluaient le fait de permettre à Hong Kong de maintenir son autonomie et sa forme de gouvernance basée en Grande-Bretagne. Le premier secrétaire britannique et Premier secrétaire d'État des Affaires étrangères et du Commonwealth, Dominic Raab, déclare que la Chine viole la déclaration commune dans ses tentatives de poursuivre la loi. Le 3 juin, le gouvernement chinois annonce qu'il considère la déclaration conjointe comme devenue nulle dès le transfert du pouvoir en 1997.
Début juin 2020, Raab et d'anciens secrétaires étrangers expriment la nécessité de former une grande alliance internationale pour faire pression sur Pékin.
Le rapport semestriel du Royaume-Uni du 11 juin 2019 sur Hong Kong (couvrant les six derniers mois de 2019) incite Raab à mettre la Chine en garde contre toute ingérence, ainsi qu'à réitérer le droit du Royaume-Uni de commenter Hong Kong. Le rapport demande à la Chine de s'abstenir d'intervenir lors des élections de septembre à Hong Kong et accuse le gouvernement chinois d'avoir torturé un diplomate britannique, Simon Cheng, qui s'est rendu en Chine continentale alors qu'il travaillait au consulat général britannique à Hong Kong. Six jours plus tard, le Royaume-Uni déclare qu'une nouvelle loi sur les droits de l'homme, bloquée à Whitehall depuis plusieurs mois, pourrait être utilisée pour « sanctionner les fonctionnaires chinois si Pékin faisait avancer » la loi sur la sécurité nationale. La loi britannique doit être une forme de législation Magnitsky, pour que le gouvernement sanctionne ceux qui commettent des actes réprimant les droits de l'homme.

#### Extension des droits nationaux britanniques à Hong Kong

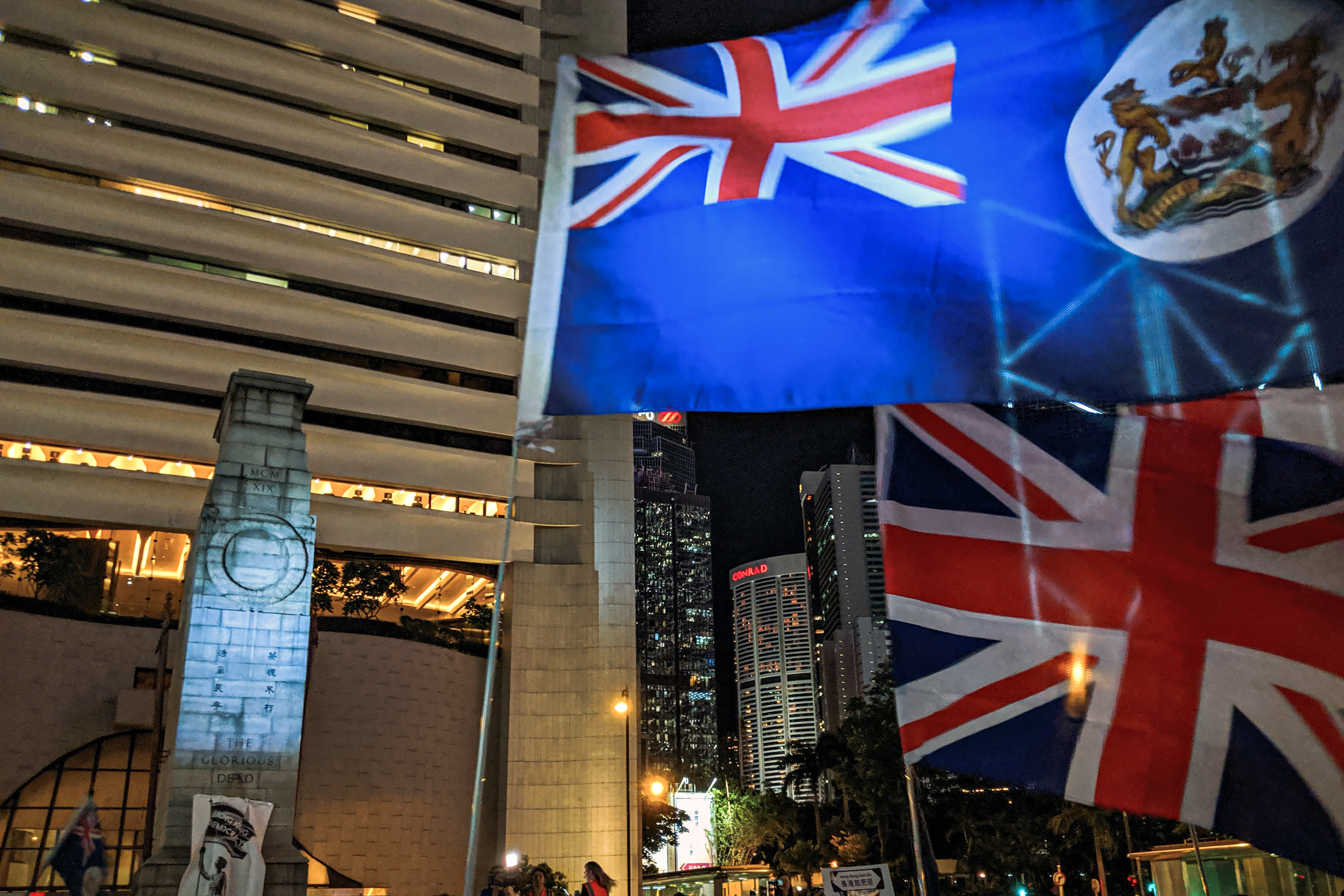
Des manifestants de Hong Kong arborant à la fois l'Union Jack et le drapeau colonial Dragon et Lion en 2019.

Fin mai et début juin 2020, des membres du Cabinet britannique annoncent également des mesures pour ouvrir la voie à la citoyenneté britannique pour 3 millions d'habitants de Hong Kong. Le 3 juin, le Premier ministre Boris Johnson annonce que si la Chine continue d'appliquer la loi, il autorisera les résidents de Hong Kong à réclamer un passeport national britannique (BNO) et leur ouvrira la voie de la citoyenneté britannique. Raab déclare que le Royaume-Uni sacrifiera les accords commerciaux avec la Chine pour soutenir Hong Kong.
Raab présente une proposition de loi sur le droit de séjour à la Chambre des communes le 2 juin. Sa mesure prévoit d'autoriser les détenteurs d'un passeport BNO à demander un visa rester au Royaume-Uni pour une période initiale de douze mois au lieu de six comme précédemment, de leur permettre de postuler pour étudier et travailler, et de leur fournir ainsi une voie d'accès à la citoyenneté. Aux termes de cette proposition, l’annonce de Johnson du 3 juin couvrirait l’ensemble des 3 millions de résidents de Hong Kong nés avant 1997.
L'étendue du régime a été clarifiée le 12 juin 2020 par la ministre de l'Intérieur Priti Patel en correspondance avec Johnson. Toutes les personnes éligibles au statut BNO, ainsi que leurs personnes à charge, seront autorisées à entrer au Royaume-Uni dans le cadre du programme. Cela est encore critiqué pour avoir laissé un écart entre les jeunes adultes nés après 1997 et âgés de plus de 18 ans (qui ne sont plus à charge) qui ne pourront pas accéder au programme. Elle ajoute que les résidents de Hong Kong pourront commencer à venir au Royaume-Uni sans restrictions pendant la mise en place du programme, si la loi sur la sécurité nationale est adoptée.
Le 1er juillet, Johnson annonce les plans complets, prolongeant la période sans visa. Il déclare que tous les détenteurs d'un passeport BNO et leurs personnes à charge auront le droit de rester au Royaume-Uni pendant cinq ans, y compris la liberté de travailler et d'étudier. Au bout de cinq ans, ils pourront, en vertu de la loi britannique normale sur la nationalité, demander le statut d'établissement puis, un an plus tard, la citoyenneté.

### Réponses internationales
Le Royaume-Uni tient une téléconférence avec ses alliés de l'alliance Five Eyes (États-Unis, Canada, Australie et Nouvelle-Zélande) au cours des premiers jours de juin, au cours de laquelle ils discutent de la situation à Hong Kong et demandent que si l'extension de BNO se poursuit, les autres pays partagent le fardeau de l'accueil des Hongkongais dans l'exode qui en résulterait. L'Australie, fortement liée à Hong Kong, n'a notamment pas annoncé de nouvelles mesures.
Les ministres des Affaires étrangères des membres de Five Eyes et du royaumes du Commonwealth d'Australie, du Canada, de la Nouvelle-Zélande et du Royaume-Uni ont conjointement écrit une lettre aux Nations unies demandant « un nouvel envoyé spécial pour surveiller l'impact de la loi sur Hong Kong », notant en particulier que la proposition de loi chinoise sur la sécurité est intervenue la semaine de l'anniversaire du massacre de la place Tiananmen.
À la suite de la persuasion du Royaume-Uni, tous les membres du G7, notamment le Japon, signent une déclaration officielle exhortant la Chine à reconsidérer la loi sur la sécurité nationale et exprimant leurs préoccupations concernant les droits de l'homme à Hong Kong le 17 juin 2020.

### Analyse politique des réponses britanniques et internationales

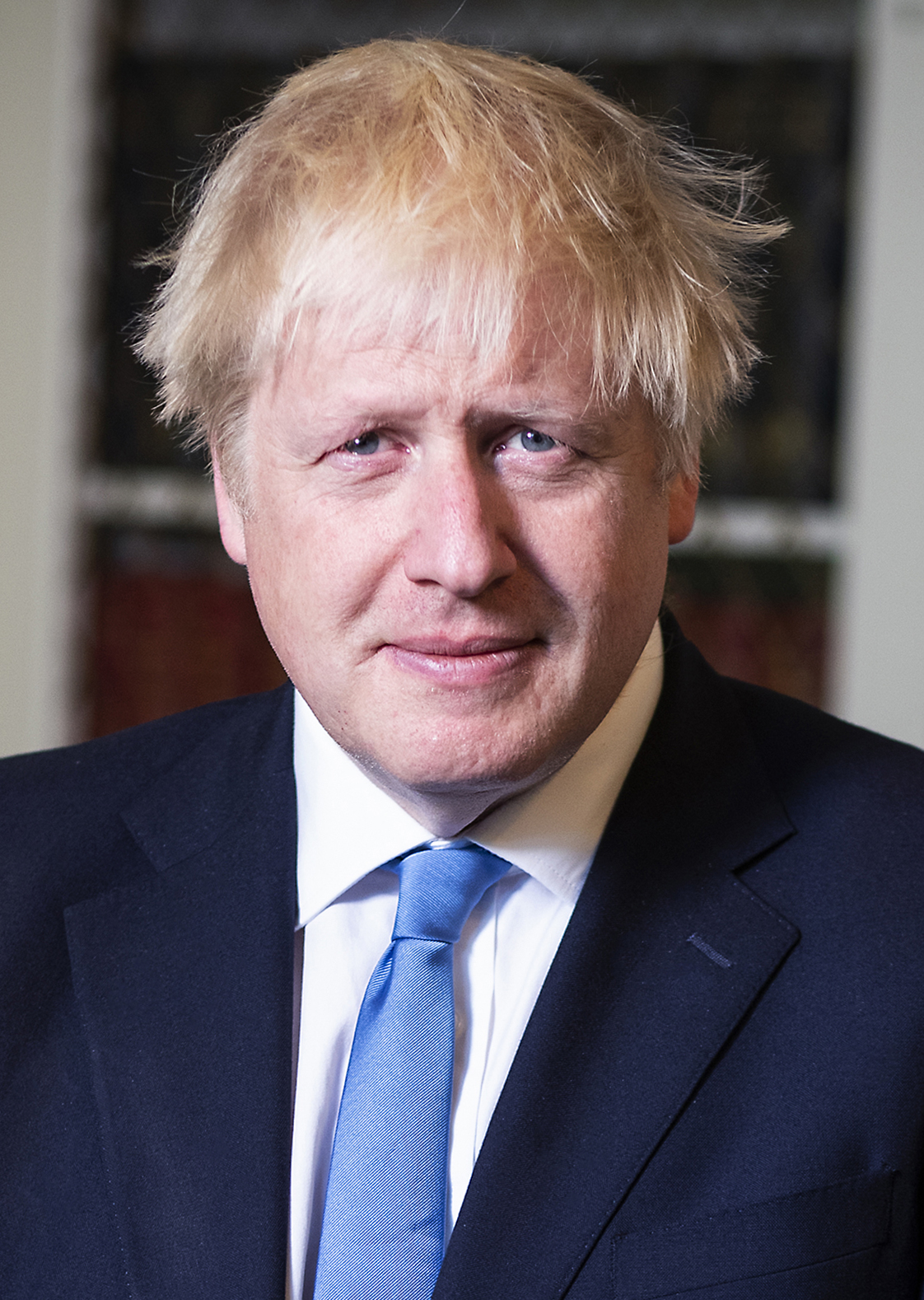
La position de Boris Johnson sur Hong Kong est considérée comme ferme. Hong Kong Free Press note que Johnson était autrefois rédacteur en chef de The Spectator, un magazine politique britannique qui « a pendant des décennies fait campagne pour défendre Hong Kong et rendre ses citoyens britanniques ».

Johnson avait précédemment exprimé son soutien à l'autonomie de Hong Kong contre le projet de loi d'extradition qui a déclenché les manifestations en 2019. Johnson est considéré comme adoptant une approche plus énergique de l'autonomie de Hong Kong que l'ancien Premier ministre David Cameron ; Le rédacteur diplomatique du Guardian Patrick Wintour et la journaliste Helen Davidson écrivent le 3 juin 2020 que Cameron avait eu peur de la perception du public d'un afflux de ressortissants de Hong Kong au Royaume-Uni en 2015 (lorsqu'il a encouragé la Chine à autoriser Hong Kong à élire son chef sans ingérence de Pékin). mais n'est pas allé plus loin, tandis que la position ferme de Johnson pour permettre une telle migration de masse est considérée comme un risque à prendre car cela minerait également fondamentalement l'économie chinoise.
Patrick Wintour et Helen Davidson suggèrent que l'ambiguïté et les éventuelles déclarations contradictoires sur le nombre de résidents de Hong Kong auxquels les mesures du BNO seront étendues pourraient refléter plusieurs choses. Une des raisons peut être les divergences d'opinion au sein du Cabinet, mais Wintour et Davidson écrivent également que cela pourrait être une tactique « de laisser la Chine deviner l'ampleur potentielle d'une fuite des cerveaux permise par les Britanniques de Hong Kong, si Pékin cherche à supprimer les droits de l'homme sur le territoire ».
Le directeur de Hong Kong Watch, une ONG de défense des droits de l'homme, Johnny Patterson, a estimé que l'annonce de Johnson était « un moment décisif dans les relations sino-britanniques [parce que] aucun PM en exercice n'a fait une déclaration aussi audacieuse que celle-ci sur Hong Kong depuis la passation ». Patterson ajoute que cela montre « la gravité de la situation sur le terrain [et] le fait que le gouvernement britannique ressent véritablement et à juste titre un sens du devoir envers les citoyens de Hong Kong et va faire tout ce qu'il peut pour les empêcher de devenir les dommages collatéraux de l'escalade des tensions géopolitiques ».
Les journalistes du Guardian Daniel Hurst et Helen Davidson notent que malgré de puissants appels politiques dans le pays, et un précédent de bonnes relations avec Hong Kong et d'aider à évacuer les Chinois en cas d'urgence, Morrison avait une approche détachée de la question de l'accueil des Hongkongais en fuite. Ils écrivent que l'Australie « publiait des déclarations de préoccupation conjointement avec des pays aux vues similaires, notamment les États-Unis, le Royaume-Uni et le Canada, plutôt que de s'exprimer de son propre chef », et estiment que c'était parce que l'Australie avait récemment tendu ses relations avec la Chine en appelant à l'ouverture d'une enquête sur la propagation de la Covid-19.
Le Japon, qui a signé une déclaration avec le G7 condamnant la Chine au sujet de l'imposition de la loi le 17 juin, est généralement neutre vis-à-vis de la politique chinoise. Wintour suggère que le Japon a décidé d'ajouter sa voix à la dissidence internationale en raison « d'une perception japonaise croissante de la menace technologique pour la sécurité japonaise posée par la Chine ». Shinzō Abe déclare qu'il voulait que le Japon prenne la tête de la déclaration du G7, une annonce qui suscite les critiques de la Chine.

## La loi

### Projets initiaux
« ...the full text of the law doesn't really matter: the national security law is not an end in itself but a means for China to bring Hong Kong to heel. The law means whatever Beijing wants it to mean... »

— Tom Cheshire
Les plans chinois pour la législation comprenaient la criminalisation la plus visible du « séparatisme, de la subversion, du terrorisme et de l'ingérence étrangère », que beaucoup ont interprété comme une répression des libertés civiles, des critiques du gouvernement et du mouvement indépendantiste. La Chine a également prévu de mettre en place un service de renseignement à Hong Kong en vertu de la loi, en utilisant les propres forces de police du ministère chinois de la Sécurité publique qui n'avaient auparavant aucun pouvoir ni influence à Hong Kong. Divers gouvernements nationaux se sont dits préoccupés par le fait que les plans chinois saperaient l'autonomie de Hong Kong et la politique « un pays, deux systèmes ». Le NPC a approuvé les plans chinois le 29 mai 2020, le média d'État People's Daily déclarant que l'approbation « envoie un signal fort [...] aux forces anti-Chine à Hong Kong qui se battent désespérément comme une bête sauvage acculée : votre défaite a déjà été décidée ».
Après des rassemblements marquant l'anniversaire d'un an du mouvement de protestation contre la loi d'extradition le 8 juin 2020, Zhang Xiaoming, récemment directeur adjoint du Bureau des affaires chinoises de Hong Kong et de Macao, déclare que la loi sur la sécurité nationale ne fera que donner aux résidents de Hong Kong plus de liberté, déclarant : « Ils peuvent être libérés de la peur de la violence. Ils peuvent monter dans le train et faire du shopping librement. Ils peuvent dire la vérité dans la rue sans craindre d'être battus. En particulier, ils n'ont plus à s'inquiéter du lavage de cerveau des jeunes. »
Carrie Lam refuse d'exclure que la loi puisse être appliquée rétroactivement. Le Global Times, contrôlé par le Quotidien du Peuple, suggère que les anciens tweets de l'homme d'affaires pro-démocratie de Hong Kong Jimmy Lai pourraient être utilisés comme preuves pour poursuivre Lai en vertu de la loi. L'ancien directeur général Leung Chun-ying a également soupçonné qu'il pourrait être utilisé pour interdire les vigiles de la place Tiananmen. Le 10 juin 2020, la police de Hong Kong commence à « créer une unité dédiée à l'application de la nouvelle loi », qui n'avait pas été officiellement annoncée à ce moment-là ; le lendemain, le gouvernement britannique révèle qu'un aperçu de la législation chinoise « comprend des dispositions permettant aux autorités de Hong Kong de rendre compte à Pékin des progrès accomplis dans la poursuite de l'éducation à la sécurité nationale de son peuple ».
Alors que les universités publiques de Hong Kong ont publiquement soutenu la loi et déclaré qu'elle n'affecterait pas le monde universitaire et la recherche, les scientifiques du territoire craignent que la censure de la publication de recherche sur la pandémie de Covid-19 en Chine ne soit étendue à Hong Kong en vertu de la loi. Ils s'inquiétent également du fait que Hong Kong sera probablement privé de tout financement international dans le monde universitaire. Une autre inquiétude dans le domaine était la croissance de l'autocensure en tant que réponse défensive à la peur d'être puni pour « la publication de recherches qui pourraient bouleverser le gouvernement central », citant les essais infructueux comme quelque chose qui pourrait nuire aux perspectives du marché, faisant craindre que certains scientifiques renoncent à leur travail. Un doyen, s'adressant à Nature en juin 2020, insiste sur le fait que la loi n'affectera pas la publication, mais reconnait que l'accès aux données américaines deviendrait restreint.
Le 15 juin 2020, jour du 30e anniversaire de la promulgation officielle de la Loi fondamentale, Pékin a annoncé que le gouvernement chinois se réservait le droit de traiter les affaires relevant de la loi sur la sécurité nationale, s'attendant à ce que le nombre soit faible et dans des « circonstances très spéciales », et qu'un bureau de sécurité du continent doit être ouvert à Hong Kong à la demande du gouvernement. Le gouvernement refuse de préciser ces circonstances exceptionnelles, ce qui fait craindre que la loi ne soit utilisée pour arrêter les détracteurs de Pékin, puis les faire extrader vers le continent pour des poursuites. En plus du nouveau bureau de sécurité du continent, Hong Kong doit autoriser les agences de sécurité chinoises à opérer dans la région en cas de besoin, et accepter que les agences chinoises « supervisent et guident le gouvernement de Hong Kong ». La controverse avait déjà éclaté la veille, après que la police a arrêté une adolescente pour avoir manifesté en utilisant un genou pour lui fixer le cou au sol, et un autre policier l'a coincée à la taille. Ce geste a été comparé à celui qui a conduit à la mort de George Floyd et a suscité des questions sur le recours à la force contre un mineur non violent.

### Texte adopté le 30 juin 2020
Le NPCSC adopte la loi à l'unanimité le 30 juin 2020, utilisant une « porte dérobée » constitutionnelle pour contourner l'approbation de Hong Kong, selon plusieurs sources occidentales basées sur des rapports des médias régionaux. Selon ces rapports, la loi finale criminaliserait la sécession de Hong Kong, la subversion contre le gouvernement chinois, le terrorisme et la collusion avec les forces étrangères,,. La loi est plus large que le droit pénal chinois.
Entrant en vigueur à 23:00 heure locale (15:00 UTC) le 30 juin, la BBC note que la loi est entrée en vigueur juste avant le 23e anniversaire de la passation du 1er juillet 1997, un événement qui attire chaque année de grandes protestations pro-démocratie. Malgré cela, le leader politique Wu Chi-wai (du Parti démocratique de Hong Kong) déclare qu'il assistera toujours à une marche le 1er juillet. Katrina Yu, d'Al Jazeera, déclare : « Il est très symbolique que cette loi ait été adoptée juste un jour avant l'anniversaire de la rétrocession de Hong Kong de la Grande-Bretagne à la Chine continentale », affirmant que c'était un jeu de puissance de la Chine. Le 1er juillet, dix personnes sont arrêtées pour avoir enfreint la nouvelle loi.
La loi comprend six chapitres et un total de 66 articles, publiés dans la Gazette du gouvernement de Hong Kong uniquement en chinois. Ceux-ci couvrent les quatre crimes (sécession, subversion, terrorisme, collusion) qui sont tous passibles de la prison à vie, la peine maximale à Hong Kong, rarement appliquée. Leur peine minimale est fixée à 3 ans. La Chine annonce qu'elle administrera la loi et que celle-ci pourra également être utilisée pour poursuivre des personnes d'autres pays. Les examens du contenu se sont révélés troublants pour les juristes et les observateurs, car ils sont jugés « plus forts que beaucoup le craignaient, tant en termes de portée que de sanctions ». Bien qu'ils ne soient pas condamnés à perpétuité, les manifestants pacifiques pourraient se voir infliger 10 ans de prison s'il est jugé que le mouvement de contestation a des liens étrangers, et les libertés seront limitées car tous les « groupes, organisations et médias étrangers » seront soumis à la surveillance du gouvernement chinois. Les agences de renseignement chinois seront présentes à Hong Kong et auront des pouvoirs qui vont au-delà de toutes les lois de Hong Kong, les agents chinois à Hong Kong étant immunisés contre la responsabilité pénale. Toute décision prise par la nouvelle commission de sécurité nationale chinoise sera également à l'abri de toute contestation judiciaire. Pourtant, Reuters a noté positivement que la loi explique qu'elle ne peut pas être appliquée rétroactivement aux actions survenues avant sa mise en œuvre.
D'autres infractions spécifiques sont prévues par la loi, telles que les dommages aux installations de transport étant considérés comme une infraction de terrorisme. L'article 29 de la loi criminalise « l'incitation à la haine du gouvernement central et du gouvernement régional de Hong Kong ». L'article 38 précise comment les étrangers qui commettent des actes en dehors de Hong Kong et de la Chine sont pénalement responsables en vertu de la loi, et que ces étrangers pourraient être arrêtés à leur arrivée à Hong Kong. Toute personne reconnue coupable en vertu de la loi sera exclue de la fonction publique à vie. En ce qui concerne la prise de contrôle et l'extradition de suspects par la Chine, Al Jazeera indique que : « Le texte intégral de la loi donne trois scénarios dans lesquels la Chine pourrait prendre en charge une poursuite : des affaires d'ingérence étrangère compliquées, des affaires « très graves » et lorsque la sécurité nationale est confrontée à des menaces graves et réalistes ». La loi explique en outre que l'action n'a pas besoin d'être violente et que la peine minimale dans de tels cas sera de 10 ans.
Dans le cadre de la présence de sécurité chinoise à Hong Kong, la loi prévoit la création du Bureau pour la sauvegarde de la sécurité nationale du CPG dans la RASHK, un bureau exempté de la juridiction de Hong Kong qui peut, si le gouvernement populaire central de la RPC choisit de lui attribuer compétence, d'engager des poursuites dans le cadre du Code de procédure pénale de la république populaire de Chine. Le 3 juillet 2020, Zheng Yanxiong est nommé chef du bureau. Zheng est considéré comme ayant des opinions nationalistes fortes sur la sécurité nationale, y compris une aversion pour les médias.
Les personnes poursuivies en vertu de la loi feront face à différents juges de la magistrature de Hong Kong ; Le correspondant de la BBC Chine, Stephen McDonell, a écrit le 30 juin que les juges de Hong Kong sont indépendants et peuvent interpréter correctement la loi, ce que le gouvernement chinois n'acceptera pas, et donc les juges seront nommés pour cette affaire directement par le directeur général. McDonell écrit que c'est « effectivement installé par Pékin ». Cela a remis en question le rôle du Commonwealth, y compris de nombreux juges britanniques, qui connaissent des affaires à Hong Kong, bien que le juge en chef de Hong Kong Geoffrey Ma ait pris la parole le 2 juillet pour dire que les juges seront choisis au mérite plutôt que par affiliation politique, et les juges étrangers seront autorisés. Certains cas à Hong Kong peuvent être jugés sans jury s'il est jugé qu'ils contiennent des secrets d'État. La loi ne présume pas qu'une caution sera accordée aux personnes arrêtées en vertu de celle-ci, et il n'y a pas de limite à la durée de détention de ces personnes.

## Réponses à la législation publiée

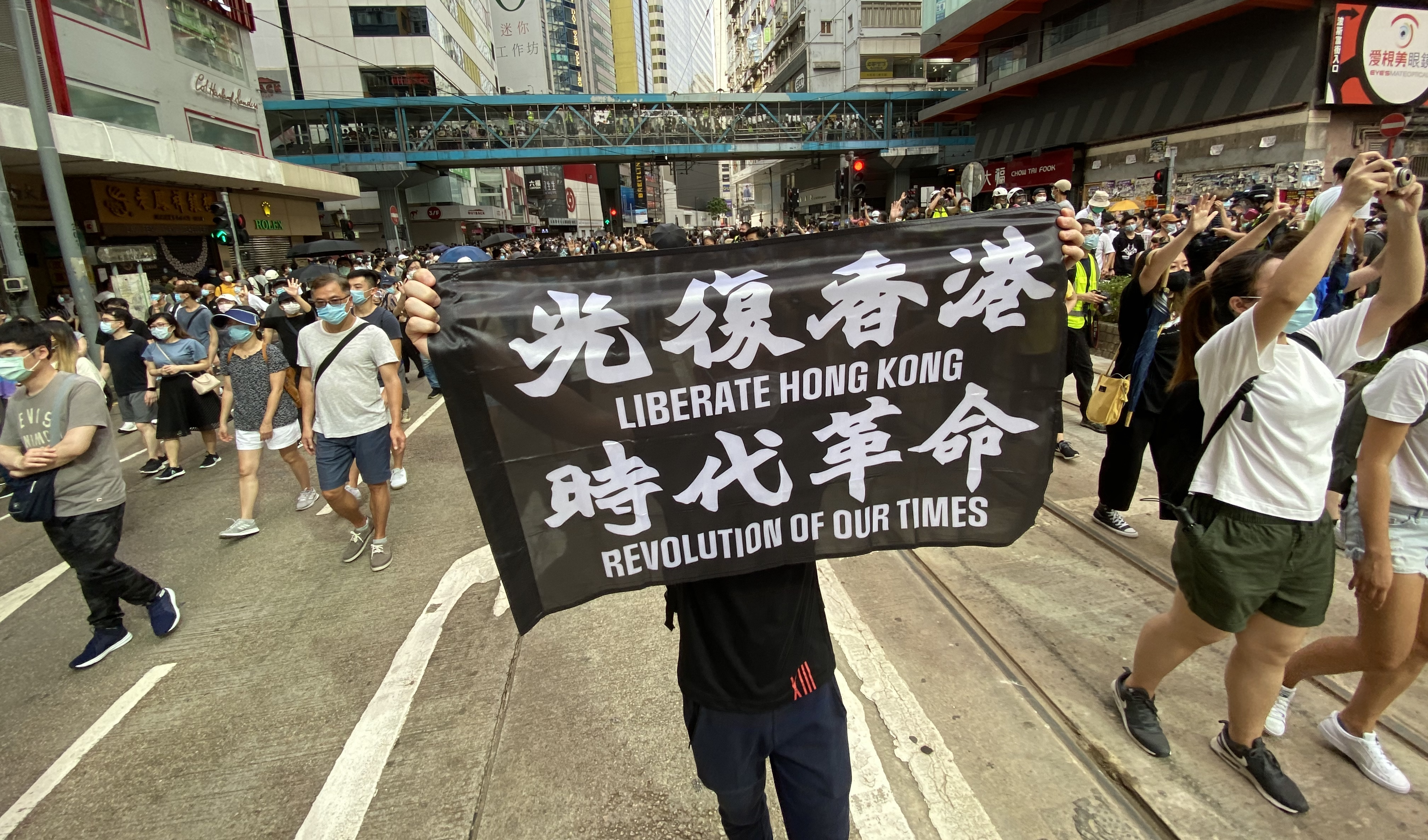
Le 1 juillet 2020, au lendemain de la mise en œuvre de la loi sur la sécurité, des dizaines de milliers de Hongkongais se rassemblent dans les rues de Causeway Bay pour marcher. Le 2 juillet, le gouvernement de Hong Kong déclare que le slogan « Libérer Hong Kong » représenté sur une bannière ici – « le slogan le plus résonnant de son mouvement de protestation » - était subversif et contraire à la loi.

Plus de pays et de groupes ont répondu après la promulgation de la loi le 30 juin 2020. Le Royaume-Uni, le président du Conseil européen et l'OTAN ont répondu en déclarant que la Chine détruisait l'état de droit à Hong Kong. Le Royaume-Uni, Taïwan et le Canada ont mis en garde leurs citoyens contre la visite de Hong Kong,. Les présidents Ursula von der Leyen de la Commission européenne et Charles Michel du Conseil de l'Union européenne annoncent qu'ils discuteront au sein de l'Europe de l'opportunité de sanctionner la Chine en tant que partenaire commercial. S'exprimant à la Chambre des communes du Royaume-Uni, le ministre des Affaires étrangères Dominic Raab a annoncé que l'offre britannique National Overseas était toujours valable et a déclaré que le Royaume-Uni pourrait prendre d'autres mesures si le texte intégral de la loi montrait de nouvelles violations de la déclaration commune. L'Allemagne a également demandé que le sommet reporté Union européenne-Chine soit reporté dès que possible, tandis que le Japon s'est prononcé avec force contre la Chine. La France a commencé à tendre plus ardemment la main aux dirigeants nationaux pour créer une « alliance anti-chinoise » internationale.
Tom Cheshire, correspondant de Sky News pour l'Asie, écrit le 30 juin 2020 que la loi et sa force prouvaient que le gouvernement chinois ne se souciait pas de ce que le monde pensait de son comportement, que Xi Jinping ne pouvait pas attendre 2047 pour reprendre Hong Kong, et que le timing suggère que la Chine a ressenti la distraction de la pandémie de Covid-19 sur le reste du monde a rendu le moment plus facile d'imposer la loi. La même opinion a été exprimée par le correspondant diplomatique de la BBC le 2 juillet, qui écrit que « la crise de Covid-19 a donné à Pékin l'occasion de mettre un terme à la crise de Hong Kong ».
Aux États-Unis, les deux partis politiques ont créé des projets de loi accordant le statut de réfugié aux résidents de Hong Kong, aux personnes « menacées de persécution » en raison de la loi, et un projet de loi est adopté le 2 juillet à la Chambre des représentants pour sanctionner les banques américaines qui travaillent avec la Chine. Intitulée Hong Kong Autonomy Act, elle sera transmise au président américain,. Le journaliste britannique Simon Jenkins écrit un article d'opinion sur la loi et sa réponse, exprimant sa fierté pour la démocratie toujours présente à Hong Kong mais affirmant également que même ces militants de la démocratie locale ont longtemps pensé que Hong Kong finirait par devenir une enclave chinoise. Jenkins a suggéré que la loi était dommageable et inévitable, et la seule réponse appropriée est d'aider les Hongkongais qui croient en la démocratie à partir. Le 3 juillet, le Canada annonce qu'il cessera d'extrader des personnes vers Hong Kong et d'exporter certaines marchandises, y compris des armes, vers la région, et envisage d'introduire de nouvelles mesures d'immigration à Hong Kong.
Après avoir obtenu l'asile au Royaume-Uni, Simon Cheng suggère que lui et d'autres militants de la démocratie à Hong Kong puissent commencer un parlement en exil à Hong Kong qui refléterait les vues réelles et libres du peuple de Hong Kong.
L'ambassadeur britannique auprès de l'ONU présente une déclaration au nom de 27 pays auprès de l'ONU, critiquant la loi sur la sécurité. L'ambassadeur de Cuba répond par une déclaration au nom de 53 pays en faveur de la loi.

## Article 38
Des inquiétudes ont été exprimées quant au fait que l'article 38 de la loi exerce une juridiction extraterritoriale sur tous les citoyens non chinois, criminalisant efficacement toute critique du PCC ou du gouvernement chinois par quiconque sur la planète,. Les médias taïwanais ont rapporté que les tribunaux chinois et hongkongais avaient sarcastiquement déclaré « qu'il y aurait 8 milliards de personnes qui devraient lire la loi sur la sécurité nationale » afin de ne pas la violer, et affirmé avoir le droit légal de l'appliquer à quiconque. Bethany Allen-Ebrahimian, journaliste pour Axios, suggère que l'inclusion de l'article 38 visait principalement la diaspora de Hong Kong et visait à empêcher l'organisation dissidente au sein des communautés hongkongaises à l'étranger. 

« This Law shall apply to offences under this Law committed against the Hong Kong Special Administrative Region from outside the Region by a person who is not a permanent resident of the Region. Hong Kong national security law Chapter III, Part 6, Article 38 »

## Conséquences sur les droits de l'homme à Hong-kong

### Contexte de la passation de la loi
Avant même la promulgation de la loi sur la sécurité nationale à Hong Kong en 2020, une définition excessivement large de la sécurité nationale par le gouvernement central chinois était déjà progressivement introduite dans la ville pour cibler le militantisme et la liberté d'expression.
Depuis le mouvement des parapluies en 2014, le gouvernement de Hong Kong a commencé à présenter les protestations et le militantisme politique critiquant le gouvernement comme des menaces pour la sécurité nationale orchestrées depuis l'étranger.
À partir de 2016, le gouvernement a commencé à interdire aux personnes de se présenter aux élections ou d'occuper un poste au motif que leur position concernant l'autodétermination de Hong Kong est contraire à la Loi fondamentale, la mini constitution de la ville qui garantit les droits et libertés des habitants de Hong Kong, notamment la liberté d'expression.
En septembre 2018, le gouvernement a interdit le Parti national de Hong Kong, une organisation locale prônant l'indépendance de Hong Kong, « dans l'intérêt de la sécurité nationale, de la sécurité publique, de l'ordre public et de la protection des droits et libertés d'autrui ». Il l'a fait en utilisant l'Ordonnance sur les sociétés, qui a été critiquée par l'ONU et les groupes de défense des droits humains pour son impact potentiel sur les droits à la liberté d'expression et d'association.
Les choses ont pris un nouveau tournant en juin 2019, lorsque le projet de loi sur les délinquants fugitifs et l'entraide judiciaire en matière pénale, proposé par le gouvernement, a déclenché une série de manifestations (le mouvement dit Anti-Extradition Law Amendment Bill, ou anti-ELAB). Au cours des six mois suivants, les manifestations ont donné lieu à une escalade de la violence de la part de la police et de certains manifestants.
Selon Amnesty International, il existe des informations sur l'utilisation par la police de Hong Kong de tactiques dangereuses, ainsi que des preuves de torture et d'autres mauvais traitements en détention. Au lieu de soutenir les appels lancés par différents secteurs de Hong Kong pour que le gouvernement lance une enquête indépendante et impartiale sur l'usage excessif de la force par la police et sur les violations systématiques des droits humains lors des manifestations, le gouvernement central a vu dans le mouvement de protestation la preuve de la nécessité d'adopter une loi sur la sécurité nationale à Hong Kong.
En mai 2020, l'Assemblée populaire nationale (APN) de la Chine a approuvé une décision autorisant son Comité permanent à adopter la LSN. Le 30 juin 2020, le CNPP a publié une loi ajoutant directement la LSN à l'annexe III de la loi fondamentale de Hong Kong et annonçant que la nouvelle loi serait directement promulguée par le gouvernement de Hong Kong, au lieu d'être intégrée à la législation locale (ce qui aurait également été une option).

### Depuis la passation de la loi

#### Manifestations et répressions
Le 1er juillet, premier jour d'application de la loi, la police a arrêté environ 300 manifestants, dont 10 soupçonnés d'avoir violé la nouvelle loi. Par la suite, la police a continué d'arrêter des personnes au titre de la LSN lors de rassemblements pacifiques, pour avoir prétendument mis en danger la sécurité nationale en scandant ou en affichant des slogans, ou même simplement en possédant des drapeaux, des autocollants ou d'autres matériels portant des messages politiques critiques à l'égard du gouvernement.
Depuis la promulgation de la LSN, la police a commencé à utiliser un nouveau drapeau d'avertissement violet portant le message suivant : « Vous déployez des drapeaux ou des bannières, vous chantez des slogans ou vous vous comportez avec une intention telle que la sécession ou la subversion, ce qui peut constituer une infraction à la loi sur la sécurité nationale de la Région administrative spéciale (RAS) de Hong Kong. Vous pouvez être arrêté et poursuivi en justice ».
La police a également considéré les manifestations pacifiques sur les campus comme des actes mettant en danger la sécurité nationale. Le 17 novembre 2020, une centaine de personnes, dont des étudiants et un conseiller de district, ont organisé un rassemblement pacifique sur le campus de l'Université chinoise de Hong Kong, en scandant des slogans politiques et en brandissant des banderoles. Peu après, la police a été informée par l'université du rassemblement et a arrêté huit personnes, dont trois étudiants, en vertu de la loi sur la sécurité nationale.

#### Arrestations d'activistes
Le 28 février 2021, l'activiste pro-démocratie et pro-LGBT Jimmy Sham, ainsi que 46 autres personnes, sont officiellement accusés de « subversion » et arrêtés. Après de multiples refus de remise en liberté sous caution, Sham risque une peine de prison à perpétuité s'il est reconnu coupable d'infractions à la sécurité nationale.
Le droit à la caution a aussi été refusé à Edmund Wan, accusé de financer des fugitifs et d'animer des émissions pour inciter à la révolte contre Pékin et le gouvernement de Hong Kong, ainsi que d'avoir qualifié les Hongkongais d'« entité ethnique » et accusé Pékin de « faire régner la terreur et de priver ses ressortissants de tous les droits de l'homme ».

#### Liberté des médias
En juillet 2021, Le gouvernement de Hong Kong envisage de mettre en œuvre une loi sur les Fake news afin de réglementer la désinformation sur Internet, y compris au sujet de la loi sur la sécurité nationale imposée par Pékin.
Cette loi est contestée par les journalistes en vertu de la liberté de la presse, étant donné notamment, que Hong Kong a chuté dans le classement annuel de la liberté de la presse établi par Reporters sans frontières, passant de la 18e place en 2002 à la 80e en 2021.